# 100 mètres brasse masculin aux Jeux olympiques d'été de 2024
Cet article traite de l'épreuve masculine. Pour la compétition féminine, voir 100 mètres brasse féminin aux Jeux olympiques d'été de 2024.
Navigation
Tokyo 2020 Los Angeles 2028
Le 100 mètres brasse masculin est une épreuve de natation des Jeux olympiques d'été de 2024 qui a lieu les 27 et 28 juillet 2024 à la Paris La Défense Arena. 

## Médaillés
| Or                       | Argent                          | Bronze       |
| Nicolo Martinenghi (ITA) | Adam Peaty (GBR) Nic Fink (USA) | Non décernée |

## Records
Avant cette compétition, les records dans cette discipline étaient :
| Record du monde  | 56.88 | Adam Peaty (GBR) | 21 juillet 2019 | Gwangju, Corée du Sud  |
| Record olympique | 57.13 | Adam Peaty (GBR) | 7 août 2016     | Rio de Janeiro, Brésil |

## Calendrier
| Date                | Horaire | Manche       |
| ------------------- | ------- | ------------ |
| Samedi 27 juillet   | 11 h 00 | Séries       |
| Samedi 27 juillet   | 20 h 30 | Demi-finales |
| Dimanche 28 juillet | 20 h 30 | Finale       |

## Résultats détaillés

### Séries éliminatoires
Les seize meilleurs temps se qualifient pour les demi-finales (Q).
| Rang | Série | Ligne | Athlète                        | Pays | Temps        | Remarque |
| ---- | ----- | ----- | ------------------------------ | ---- | ------------ | -------- |
| 1    | 3     | 6     | Caspar Corbeau                 |      | 59 s 04      | Q        |
| 2    | 4     | 4     | Adam Peaty                     |      | 59 s 18      | Q        |
| 3    | 4     | 7     | Ilya Shymanovich               |      | 59 s 25      | Q        |
| 4    | 5     | 5     | Arno Kamminga                  |      | 59 s 39      | Q        |
| 4    | 4     | 5     | Nicolo Martinenghi             |      | 59 s 39      | Q        |
| 6    | 4     | 1     | James Wilby                    |      | 59 s 40      | Q        |
| 7    | 5     | 6     | Melvin Imoudu                  |      | 59 s 49      | Q        |
| 8    | 4     | 3     | Lucas Matzerath                |      | 59 s 52      | Q        |
| 9    | 5     | 4     | Qin Haiyang                    |      | 59 s 58      | Q        |
| 10   | 3     | 4     | Nic Fink                       |      | 59 s 66      | Q        |
| 11   | 4     | 8     | Bernhard Reitshammer           |      | 59 s 68      | Q        |
| 12   | 3     | 1     | Joshua Yong                    |      | 59 s 75      | Q        |
| 13   | 3     | 5     | Evgenii Somov                  |      | 59 s 83      | Q        |
| 14   | 4     | 6     | Charlie Swanson                |      | 59 s 92      | Q        |
| 15   | 3     | 2     | Ludovico Viberti               |      | 59 s 93      | Q        |
| 16   | 3     | 8     | Ron Polonsky                   |      | 1 min 0 s 00 | Q        |
| 17   | 5     | 3     | Sun Jiajun                     |      | 1 min 0 s 11 |          |
| 18   | 5     | 7     | Dongyeol Choi                  |      | 1 min 0 s 17 |          |
| 19   | 3     | 7     | Taku Taniguchi                 |      | 1 min 0 s 20 |          |
| 20   | 4     | 2     | Andrius Sidlauskas             |      | 1 min 0 s 29 |          |
| 21   | 5     | 2     | Berkay Ogretir                 |      | 1 min 0 s 36 |          |
| 22   | 5     | 8     | Jan Kalusowski                 |      | 1 min 0 s 40 |          |
| 23   | 5     | 1     | Denis Petrashov                |      | 1 min 0 s 42 |          |
| 24   | 3     | 3     | Sam Williamson                 |      | 1 min 0 s 50 |          |
| 25   | 2     | 5     | Anton McKee                    |      | 1 min 0 s 62 |          |
| 26   | 2     | 6     | Jadon Wuilliez                 |      | 1 min 2 s 70 |          |
| 27   | 2     | 2     | Adrian Robinson                |      | 1 min 2 s 79 |          |
| 28   | 2     | 3     | Alexandre Grand'Pierre         |      | 1 min 2 s 85 |          |
| 29   | 2     | 1     | Tasi Limtiaco                  |      | 1 min 4 s 14 |          |
| 30   | 2     | 8     | Abdulaziz Al-Obaidly           |      | 1 min 4 s 31 |          |
| 31   | 1     | 4     | Steven Insixiengmay            |      | 1 min 4 s 64 |          |
| 32   | 1     | 3     | Matthew Lawrence               |      | 1 min 4 s 95 |          |
| 33   | 2     | 7     | Jonathan Raharvel              |      | 1 min 5 s 20 |          |
| 34   | 1     | 5     | Micah Masei                    |      | 1 min 5 s 95 |          |
| 35   | 1     | 6     | Chadd Ng Chiu Hing Ning        |      | 1 min 9 s 85 |          |
|      | 2     | 4     | Miguel Alejandro de Lara Ojeda |      | DSQ          |          |

### Demi-finales
Les huit meilleurs temps se qualifient pour la finale (F).
| Rang | Série | Ligne | Athlète              | Pays | Temps        | Remarque |
| ---- | ----- | ----- | -------------------- | ---- | ------------ | -------- |
| 1    | 1     | 4     | Adam Peaty           |      | 58 s 86      | F        |
| 2    | 2     | 2     | Qin Haiyang          |      | 58 s 93      | F        |
| 3    | 2     | 3     | Arno Kamminga        |      | 59 s 12      | F        |
| 4    | 1     | 2     | Nic Fink             |      | 59 s 16      | F        |
| 5    | 2     | 4     | Caspar Corbeau       |      | 59 s 24      | F        |
| 6    | 1     | 5     | Nicolo Martinenghi   |      | 59 s 28      | F        |
| 7    | 1     | 6     | Lucas Matzerath      |      | 59 s 31      | F        |
| 8    | 2     | 6     | Melvin Imoudu        |      | 59 s 38      | F        |
| 8    | 2     | 8     | Ludovico Viberti     |      | 59 s 38      |          |
| 10   | 2     | 5     | Ilya Shymanovich     |      | 59 s 45      |          |
| 11   | 1     | 3     | James Wilby          |      | 59 s 49      |          |
| 12   | 1     | 7     | Joshua Yong          |      | 59 s 64      |          |
| 13   | 2     | 1     | Evgenii Somov        |      | 1 min 0 s 00 |          |
| 14   | 1     | 1     | Charlie Swanson      |      | 1 min 0 s 16 |          |
| 15   | 2     | 7     | Bernhard Reitshammer |      | 1 min 0 s 18 |          |
| 16   | 1     | 8     | Ron Polonsky         |      | 1 min 0 s 37 |          |

### Finale
Avec deux athlètes ex-aequo en 59 s 05, deux médailles d'argent sont décernées et aucune médaille de bronze n'est distribuée.
| Rang                               | Ligne | Athlète              | Pays | Temps   |
| ---------------------------------- | ----- | -------------------- | ---- | ------- |
| Médaille d'or, Jeux olympiques     | 7     | Nicolò Martinenghi   |      | 59 s 03 |
| Médaille d'argent, Jeux olympiques | 4     | Adam Peaty           |      | 59 s 05 |
| Médaille d'argent, Jeux olympiques | 6     | Nic Fink             |      | 59 s 05 |
| 4                                  | 8     | Melvin Imoudu (en)   |      | 59 s 11 |
| 5                                  | 1     | Lucas Matzerath (en) |      | 59 s 30 |
| 6                                  | 3     | Arno Kamminga        |      | 59 s 32 |
| 7                                  | 5     | Qin Haiyang          |      | 59 s 50 |
| 8                                  | 2     | Caspar Corbeau       |      | 59 s 98 |